# 1785 Wurm
1785 Wurm је астероид главног астероидног појаса са средњом удаљеношћу од Сунца која износи 2,236 астрономских јединица (АЈ).
Апсолутна магнитуда астероида је 13,2.